# Oktoberdekretet
Oktoberdekretet af 9. oktober 1807 er det første og mest berømte tiltag i den reformering, det prøjsiske samfund gennemgik efter nederlaget ved Tilsit. Dekretet var som sådan ikke en decideret lov, men nærmere en hensigtserklæring om hvilke forandringer samfundet skulle tage. En af hensigterne var via reformer at omforme det strengt opdelte Prøjsiske klassesamfund og bane vejen for en prøjsisk forfatning.
Oktoberdekretet spredte sig over vidt forskellige områder - lige fra reformering af militæret til frigørelse af det frie erhverv. Ved frigørelse af det frie erhverv forstås, at der nu blev gjort muligt for samfundets borgere at starte et erhverv uden at skulle være tilknyttet et laug. Det blev fremhævet, at enhver uanset stand og oprindelse skulle have mulighed for at tilegne sig så meget velstand som muligt.

## Mændene bag
Bag Oktoberdekretet var Karl Baron vom und zum Stein og Karl August Fürst von Hardenberg (1750-1822). Deres begrundelse for at gennemføre så omfattende reformer af det prøjsiske samfund var, at genetablere Prøjsen som en europæisk stormagt efter nederlaget til Frankrig. Reformisterne havde to kerneområder, der skulle bearbejdes for at få Prøjsen til at genrejse sig som en magtfaktor på den europæiske scene. Disse områder var den centrale administration og militæret. De havde det til fælles, at de var underlagt det aristokratiske samfundslag. Det vil sige at Prøjsens adel var de eneste, der kunne besidde høje embeder inden for den centrale administration og militæret frem til 9. oktober 1807.
Et mindst lige så vigtigt område var, at man ville reformere kongens magt, så kongen ikke kunne og spille to ministre ud mod hinanden og derved opnå for høj politisk indflydelse, der kunne sætte kongen i en enevældig position. Dette reformpunkt skulle ske ved, at det kabinet af personlige rådgivere, kongen omgav sig med, skulle nedlægges og erstattes med en folkevalgt forsamling. Denne forsamling blev dannet i 1808 , og der blev etableret fem ministerier med hvert deres ansvarsområde. Ud fra Stein og Hardenbegs konklusioner, var det således vigtigt at få disse ministerier fastslået i forholdet til kongen. For de nyoprettede ministerier var det især udenrigspolitikken, det i første omgang var vigtigt at få kontrol med. I 1808 var det hos befolkningen den opfattelse, at de diplomatiske problemer, der endte med en fransk prøjsisk konflikt og prøjsisk nederlag, var kongens fejl.

### Resultat
Det blev til, at man allerede i 1806 fik fastslået, at ethvert dekret fra kongen skulle revideres og underskrives af de fem ministre før det kunne accepteres som en lov. Inden for området omkring generelle borgerrettigheder var især Wilhelm von Humboldt og Karl Baron vom und zum Stein de førende til at få udviklet de tanker, der skulle lede til borgerrettighederne. Tankerne om borgerrettighederne var stærkt inspireret af Immanuel Kant (1724 - 1804), der havde været meget betaget af den franske ide om en grundlovsgivende forsamling af frie borgere. Oktoberdekretet og den følgende specifikke lovgivning var en omvæltning af samfundet, da det gjaldt i alle de områder, der var under prøjsisk kontrol, og der blev igangsat en gennemgribende standardisering af samfundet.

### Hardenbergs Motiver
Hardenbergs motiver var primært realpolitiske set i lyset af Prøjsens situation efter freden ved Tilsit som havde betydet:
- Store territoriale afgivelser
- Tvungen finansiering af den franske hær blandt andet ved Napoleons ultimatum i 1812, hvor Prøjsen blev tvunget til at afgive forsyninger til den franske hær
- Umådeholden store krigsskadeerstatninger på 120 mio. frank ruinerede næsten Prøjsen og var indirekte blandt årsagerne til de finanspolitiske reformer, som Oktoberdekretet hører ind under.

- Prøjsen skulle genetableres som en magtfaktor i det tyske område, men der dog skulle holdes fred med Napoleon, til at Prøjsen er stærk nok til et opgør
- Landboreformerne blev af Hardenberg set som en mulighed for at effektivisere det prøjsiske landbrug. De svage bønder ville blive tvunget fra deres jord, hvis man lod de frie markedskræfter styre. Det vil hjælpe Prøjsens ustabile økonomi
- Hardenberg stod over for store finanspolitiske udfordringer, da Frankrig afkræver Prøjsen 120 mio. frank i krigsskadeerstatning (det årlige budget for den prøjsiske stat var 33 mio. frank)

## Landboreformer
Landboreformerne blev påbegyndt som et led i Oktoberdekretet. Det feudale system var nu i opløsning, da bønderne ikke længere var fæstet til en herremand og deres børn var ej heller fæstet til en bestemt geografisk location eller til en bestemt familie der var i besiddelse af den jord hvorpå bønderne havde deres bopæl. Livegenskabet blev således for Prøjsens vedkommende afskaffet på foranledning af Frederich Wilhelm III. Det feudale system havde igennem en længere periode været under pres, da bønderne i flere områder var blevet mere og mere selvstændige. Visse forskere som Christopher Clark er af den overbevisning, at denne øgede selvstændighed til dels skyldes de generelle liberale ideologier, der var fremherskende i Europa i samtiden, og ydermere kan man tillægge den af Adam Smith inspirerede liberalisme som havde fået fodfæste.
Karl Baron vom und zum Stein, der var ivrig tilhænger af at livegenskabet skulle ophøre og fordelingen af land skulle være mere liberal, erklærede, at ved at frigive bønderne, ville man få et mere samlet Prøjsen.

### Ret og pligt
For landbefolkningen betød denne nedlæggelse af livegenskabet, at de nu kunne fokusere på deres egene bedrifter i stedet for at være bundet til at bruge tid på arbejde for herremanden, grundet en tvungen fæstning. Det blev således gjort muligt for bondestanden at overtage uprofitable adelsmænds herregårde, ligesom det nu var muligt for borgere og bønder at bytte plads, hvilket skal forstås, som at det nu var muligt for bønderne at opgive erhvervet som bonde og drage til byerne for at starte et nyt liv som håndværker eller lignende. Samtidig med denne frigivelse af bønderne fra deres fæste, satte det også bønderne i den situation, at der ikke var nogen herremand til at beskytte dem, hvilket vil sige at herremanden som lokal magt var forsvundet og erstattet af statslige embedsmænd, der nu skulle varetage de forskellige interesser i området i henhold til beskatning af jord og til udøvelse af lovgivningen. I forbindelse med, at det feudale system var i oplæsning, havde staten interesse i at gøre de nyliberaliserede områder økonomisk uafhængige af staten. Karl Baron vom und zum Stein fremlagde dog, at en statsstøtte til de nyliberaliserede områder var nødvendig, da napoleonskrigen få år forinden havde været økonomisk hård ved den landlige befolkning i kraft af den franske konfiskering af forsyninger og den generelle krigsafmatning, og at man hvis man gik for hårdt frem med jordskatter og afgifter og lukkede for støtten ville det sætte bønderne i en meget hård situation. Det blev derfor noteret, at statsstøtten til bønderne skulle vare til 1809. Ud over støtten til de nyliberaliserede landbrug forbød staten, at godsejerne at genopkøbe de områder, der var gjort til selvstændige landbrug, dog var de områder i Østprøjsen, der var blevet koloniseret under Frederich Wilhelm II (1744-1792) ikke underlagt disse restriktioner. Det medførte, at man bevidst fra adelens side i Østprøjsen forsøgte at tilbageholde oplysningerne om stavnsbåndets ophør. Ønsket var fra Karl Baron vom und zum Stein side, at senest d.11. november 1810 ville Prøjsen kun være befolket af frie mennesker.

## Borgerrettigheder
Ud fra de grundlæggende tanker i Oktoberdekretet, kom der også et nyt syn på landets befolkning. De, der tidligere var blevet betegnet som ”undersåtter” af det feudale system, skulle nu defineres som ”samfundsborgere”. En af måderne, hvorpå transformationen fra undersåt til samfundsborger skulle foregå, var via uddannelse. Det hidtidige prøjsiske uddannelsessystem skulle derved reformeres i en sådan grad, at det vil være med til at fremelske de patriotiske tanker hos den almene befolkning. Manden der skulle stå for at reformere uddannelsessystemet var Wilhelm von Humboldt (1767-1835).
Wilhelm von Humboldt blev i 1809 udpeget til minister for religion og folkelig instruktion. En af de første reformer der blev gennemført var en standardisering af det kongelige uddannelsessystem. Uddannelsessystemet blev standardiseret, da man var af den opfattelse, at kun en ensformig uddannelse kunne være med til at skabe frihed og lighed i befolkningen. Ud over at skabe frihed og lighed, så var reformerne også fremlagt, da man ville have udbygget en højtuddannet embedsmandsklasse, der var uddannet til den nye statsadministration. En anden vigtig grund til at reformere uddannelsessystemet i henhold til borgerrettigheder var, at man ville lære eleverne at tænke selvstændigt og mere nuanceret i en national kontekst og derved øge deres fokus på det nationale Prøjsen i stedet for deres lokalsamfund. Ved hjælp af uddannelse forsøgte Humboldt at realisere sine tanker: at uddannelse er en del af den proces, der giver befolkningen selvbevidsthed og derved gør dem til autonome rationelt tænkende individer. Et af argumenterne for denne uddannelsesreforms betydning var, at man henviste til de nederlag Prøjsen havde lidt i krigen mod Napoleon i 1806. I denne henvisning mente man, at landet intellektuelt skulle vinde, hvad det havde tabt i fysisk styrke.
Reformerne af uddannelsessystemet var udfærdiget allerede i 1808, hvor dekretet ”Städteordnung” blev fremlagt. Dette dekret havde den betydning, at kategorien borger, der hidtil var defineret ved medlemskab af forskellige håndværks– og handelslav, nu blev udvidet til at inkludere alle mennesker, der ejede fast ejendom. Selv enlige kvinder kom i denne kategori. Selv uden ejendom var det at drive et handel inden for bygrænserne nok til at man kunne erhverve sig borgerrettigheder. Disse borgerrettigheder gav retten til at stemme om, hvem der skulle sidde i byrådene og den nyetablerede prøjsiske regering. Derudover gav borgerrettighederne også retten for ”menigmand” til at få et statsligt embede.
Den prøjsiske borgerret kom derved i 1800-tallet til at være ensbetydende med ejerskab af land. Sammen med disse borgerrettigheder blev det af samfundet forventet, at de nye borgere deltog aktivt i det reformerede Prøjsen. Dvs. at de, der havde erhvervet sig retten til at være borgere, samtidigt forpligtigede sig til at tage et medansvar i styrelsen af landet. Dette borgerlige medansvar kom som en reaktion på de sanktioner Prøjsen var underlagt af Frankrig, der få år forinden havde givet Prøjsen et knusende nederlag. Sanktionerne bestod af økonomiske krav. De satte landets ledelse i en presset situation, da man skulle finde midler til at betale Napoleon, uden at ødelægge forholdet mellem landet og dets befolkning. Nogle af de metoder, hvorpå man forsøgte at finde kapital til de krav Frankrig stillede, var at udvikle skattereformer, der kunne brede sig over hele landets befolkning og derved skabe størst mulig indkomst. Afgifter som regionale forbrugsafgifter og udvidet told blev indført og kraftigt revideret. Derudover blev den statslige kirke befriet af alle sine besiddelser. Til sidst blev der lagt afgifter på de frie erhverv. En af måderne, hvorpå disse reformer blev muliggjort, var at bruge det nye borgerskabs medansvar. Det gjorde, at det kom til at fremstå som en fælles borgerlig beslutning at udbygge disse reformer, hvilket ville fjerne et eventuelt kritisk syn på kongen. Denne delagtighed i landets styring mente især den prøjsiske statsmand Hardenberg, ville være med til at skabe en øget patriotisme, der så ville være med til at overtale befolkningen til at handle for samfundets bedste.

### Borgere og beboere
Måden hvorpå disse borgerrettigheder blev udviklet var at man systematisk begyndte at kategorisere befolkningen i byerne i to kategorier, der henholdsvis var ´borger og beboere, i stedet for den tidligere model hvor man havde inddelt samfundet efter klasser. Borgerne blev som nævnt tidligere klassificeret ved at de ejede ejendom eller drev erhverv. Beboerne blev således klassificeret ved at de ikke var i besiddelse af fast ejendom og ikke var forretningsdrivende. Beboerne tilhørte som oftest den voksende gruppe af lønarbejdere der drog til byerne i forbindelse med den øgede industrialisering af de større byer. Hvad angår borgerrettighederne, så var det med udgangspunkt i de franske ideer at borgerrettighederne fandt deres udvikling. dog var der ikke nogen resriktioner på om man var aktiv borger eller passiv borger som der var i Frankrig, bare det at man ejede ejendom eller drev forretning gav stemmeret, dog med undtagelse af kvinder der på trods af borgerret ikke havde stemmeret. Stein var dog klar over at hvis udviklingen af borgerrettighederne skulle udføres til fyldest, så måtte man liberalisere byerne, til at være autonome enheder. Denne autonomitet blev endeligt slået fast 19. november 1808, hvilket nu betød at byerne nu havde retten til selvbestemmelse uden at være underlagt den lokale adels indskydelser.

## Jødiske borgerrettigheder
De prøjsiske jøder fik også gavn af de anstrengelser, der blev gjort for at skabe et Prøjsen med borgerrettigheder. Til trods for, at der var givet større frihed til jøderne under kejser Frederik d. 2. var de prøjsiske jøder underlagt en del restriktioner. Ændringen kom i 1808med de almene borgerrettigheder. Samtidigt kom et dekret, om at jøder med fast ejendom eller driftig forretning til at stemme til parlaments- og byrådsvalgene. I 1809 skulle
Frederich von Schroetter (1743-1815) udvikle forslag til forbedring af de jødiske rettigheder. Schroetter fremlagde forslag om, at restriktionerne skulle fjernes, og jøderne skulle gradvis have en form for begrænset medborgerskab. Det skulle ende med fuldgyldigt medborgerskab. Reaktionerne var blandede. For de konservative i Prøjsen var ideen om jøder med fuldgyldigt medborgerskab uhørt, hvorimod liberale som Humboldt anså et fuldgyldigt jødisk medborgerskab som en mulighed, for at jøderne selv ville vende sig fra deres kultur og tro, da de via uddannelse og delagtighed kunne stræbe efter et liv på et højere kulturelt og religiøst niveau. I et brev af 11. marts 1812 erklæres, at alle jøder, der er bor i og har deres daglige virke i Prøjsen, nu skulle defineres som indfødte prøjsere: ”Einländer” og ”Statsbürger” i det prøjsiske rige. De restriktioner, som de prøjsiske jøder var underlagt - som specialskat, restriktioner, hvor de måtte bo, og hvem der måtte gifte sig - blev ophævet 11. marts 1812. Jøder og kristne kunne dog ikke gifte sig.

## Militærreformer
De militære reformer i forbindelse med dekretet af 9. oktober 1807 var revolutionerende, da Prøjsen nu gjorde op med den hidtidige klassedeling af militæret. Den betød, at kun landets adel var født til at være officerer i krig. Reformen af det Prøjsiske militær var dog ikke noget nyt, da der siden Frederich II "Den Stores" (1712-1786) død, havde været et ønske om at reevaluere hele det militære system. Et ønske der blot blev underbygget efter nederlaget til Napoleons hære i 1806. En af de mest intensive fortalere for reformeringen af militæret var oberst Christian von Massenbach, der havde ladet sig indrullere i det prøjsiske militær i 1782. Massenbach talte for at hamle op med de franske armeer, ved en mere professionel tilgang til militæret, og fik gjort op med en hær, der var en blanding af bønder, der blev tvangsudskrevet af deres herremænd, og ejesoldater, der ville betyde en stor udgift. von Massenbach havde held med at få overtalt Frederich Wilhelm III til at få igangsat en kommission, hvis formål var at redegøre for en reform af det prøjsiske militær. Kommissionen slog hårdt ned på officersstanden: seks officerer blev dømt til døden ved militære domstole, og resten af officerskorpset blev udsat for en revision, der resulterede i at ud af de 143 generaler i den prøjsiske hær i 1806, var der kun otte tilbage i 1812. Efter udrensningen af officerskorpset, der blev udløst af ordren af 6. august 1808, blev der nedsat endnu en kommission der skulle stå for organiseringen af det nye prøjsiske militær. Kommissionen bestod af blandt andet af krigsministeren 1808-1810 Gerhard von Scharnhorst (1755-1813) og August von Gneisenau (1760-1831). De havde udmærket sig i Napoleonskrigene og havde lært af de franske armeers teknik og struktur. Kommissionens arbejde resulterede i, at den hidtidige struktur med tvangsudskrevne bønder og lejesoldater blev nedlagt til fordel for almindelig værnepligt. Den gjorde, at man kunne disciplinere hæren langt mere effektivt med forskellige tiltag for udisciplinerede soldater. Hvad der var endnu mere epokegørende var, at man fratog adelen det privilegium at have monopol på at blive officerer. Det skulle nu være muligt for alle der var egnede at blive officerer i det prøjsiske militær. Grunden til denne omstrukturering af officerskorpset var, at man gav kongens og officerernes dårlige taktiske beslutninger skylden for nederlaget i 1806. Kernen af officerskorpset var efter 1812 stadig adelige, men nu var det muligt for borgere at erhverve sig en officerstitel, hvis de kunne bestå adgangseksamenen.

### Nationalhæren
Der blev i forbindelse med omstruktureringen af officerskorpset etableret et krigsministerium som øverste stab for Prøjsens armeer. Kommandostrukturen skulle effektiviseres og militæret omdannes til en "nationalhær". Den skulle bygges op omkring en prøjsisk identitet, der skulle indføre patriotismen, der skulle højne kampmoralen hos soldaterne, så de i stedet for at kæmpe for egen vindings skyld nu kæmpede for en fælles sag. "at hæve og inspirere ånden i hæren, for at bringe hæren og nationen til en fælles union". Militær og nation blev nu en del af hinanden, hvilket kom til udtryk i den almene værnepligt, og ydermere skulle de, der ikke var blevet kaldet til direkte tjeneste i hæren, være tilgængelige i kraft af et medlemskab af lokale militser. Officererne fik med indførelsen af den almindelige værnepligt til opgave, at de i stedet for at afstraffe og lede soldaterne også skulle undervise dem fx i våbenbrug. Alle disse reformer medførte ifølge den prøjsiske officer Carl von Clausewitz , at hæren gik fra at bestå af slagtekvæg, der blev drevet mod fjenden af officererne, til at være en velsmurt maskine af individer, der via fællesskab og fædrelandskærlighed fik en fælles vilje til at bekæmpe fjenden